# Engastrimanzia
L'engastrimanzia, o gastromanzia, era una pratica divinatoria volta a interpretare i suoni provenienti dal ventre dell'indovino o di una persona ispirata (chiamato engastrimita).
Deriva dal greco "γαστήρ gastḗr" che significa "ventre" e "μαντεία mantéia" che significa "divinazione".

## Storia
Tra le sacerdotesse di Apollo c'erano anche le engastrimiti, profetesse che emettevano suoni col ventre (come un ventriloquo) senza muovere le labbra; questi suoni erano poi raccolti dai sacerdoti che ne traevano gli oracoli.
I sacerdoti maschi dotati di questa capacità profetica erano chiamati engastrimandi.
Alcuni indovini utilizzavano l'engastrimanzia insieme con la garosmanzia, ossia la pratica di interpretare i riflessi della luce delle candele attraverso vasi di vetro pieni di acqua, facendo in modo che una voce aerea sembrasse provenire dalle immagini riflesse.
Al pari di altre pratiche divinatorie, l'engastrimanzia poteva essere praticata da alcune persone come un vero e proprio mestiere, con i cui ricavi procurarsi di che vivere: un famoso engastrimita fu Euricle di Atene, fondatore perfino di una scuola di gastromanzia, citato da Platone e Aristofane.